# San Paolo
San Paolo é uma comuna italiana da região da Lombardia, província de Bréscia, com cerca de 3.882 habitantes. Estende-se por uma área de 18 km², tendo uma densidade populacional de 216 hab/km². Faz fronteira com Barbariga, Borgo San Giacomo, Offlaga, Orzinuovi, Verolanuova.

## Demografia
| Variação demográfica do município entre 1861 e 2011                               |
|                                                                                   |
| Fonte: Istituto Nazionale di Statistica (ISTAT) - Elaboração gráfica da Wikipedia |